# Salvadorovité

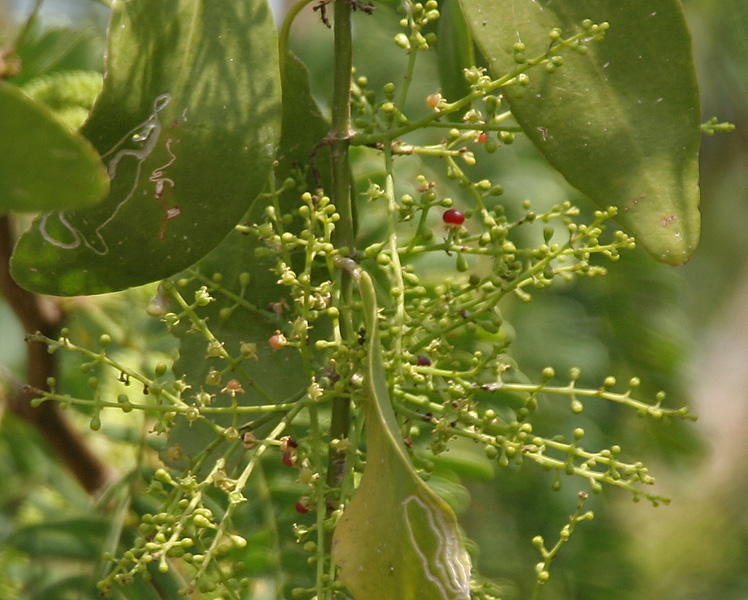
Plody salvadory perské (Salvadora persica)

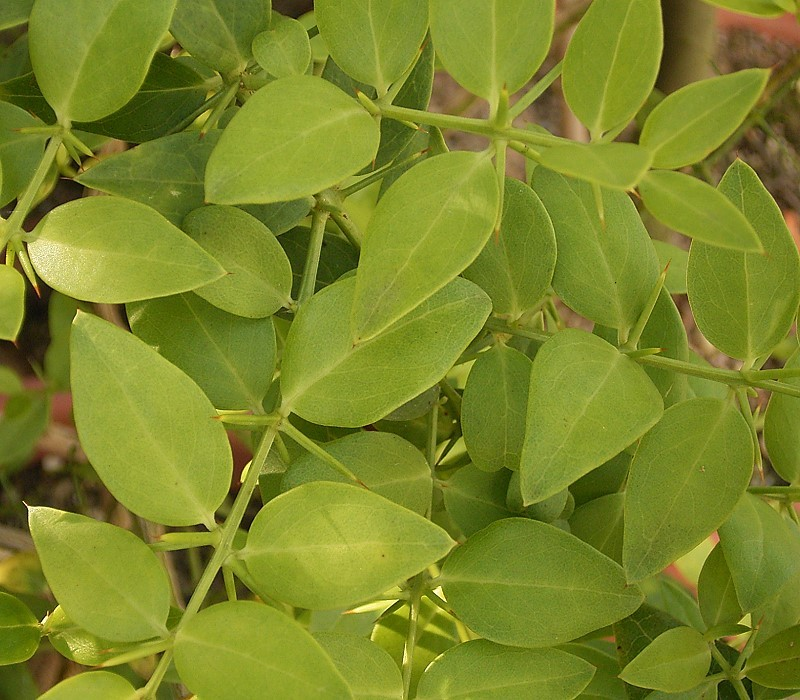
Trnitá Azima tetracantha

Salvadorovité (Salvadoraceae) je nevelká čeleď suchomilných rostlin z řádu brukvotvarých.

## Rozšíření
Tyto pomalu rostoucí teplomilné rostliny se vyskytují v suchých oblastech s alespoň spodní vodou, ke které se mohou dostat svým do hloubky pronikajícím kořenovým systémem. Příliš jim nevadí zasolené půdy, rostou i na slaniskách nebo na písčitých dunách mořských pobřeží. Vyskytují se místně v klimatickém pásu tropů a subtropů téměř celé Afriky i Madagaskaru a v Asii od Blízkého východu na západě až po Čínu a Malajsii na východě. Rostou mimo oblasti hustých lesů, lze je najít nejčastěji na travnatých savanách nebo mezi ostatním málo vzrostlým porostem na křovinaté buši.

## Popis
Rostliny z čeledě salvadorovitých mohou mít tvar poléhavého nebo vzpřímeného keře, někdy nízkého stromu s ne příliš úhlednou korunou. Některé, např. z rodu Azima, mají vyvinuty v paždí listů silné krátké trny. Světle zelené až olivově šedé listy bez palistů bývají kožovité, občas sukulentní, jednoduché, lysé i plstnaté. Vyrůstají na krátkých řapících vstřícně proti sobě, jsou celistvé, bázi mají klínovitou a na vrcholu jsou zaoblené nebo špičaté. Obsahují krystaly šťavelanu vápenatého.
Jsou to rostliny jednodomé i dvoudomé, některé jsou mnohomanželné. Květy mají malé, pravidelné, sestavené do latnatých nebo hroznovitých květenství, terminálních i úžlabních. Jsou čtyřčetné, tetracyklické, bez češule. Kalich má srostlé plátky lalokovité nebo kolovité. Koruna mívá plátky srostlé někdy zcela, jindy jen u základny, vytvářejí rozšiřující se trubku se zkroucenými okraji. Tyčinky jsou 4, vyrůstají v přeslenu v opozici proti kališním plátkům a jsou zakončeny podélně se otvírajícími prašníky. Gyneceum je tvořeno dvěma plodolisty, svrchní semeník bývá jedno nebo dvoupouzdrý. Čnělka je krátká nebo vůbec, má 1 nebo 2 blizny, někdy jsou lalokovité. Placentace je bazální. Opylování zajišťuje hmyz. Plodem jsou barevné dužnaté bobule nebo peckovice s jedním semenem.

## Využití
Rostliny této čeledě mají jedlé plody, které se konzumují syrové, vaří se nebo suší. Také listy některých druhů se jedí vařené. Ze semen se lisuje olej, hlavně z druhu Salvadora oleiodes, kterého obsahují až 40 %. Olej je nepoživatelný, ale užívá se ho k výrobě čisticích prostředků. Druh Salvadora perská obsahuje mj. látky antiseptické a posilující dásně, kterých se využívá převážně u tradičních přírodních zubních kartáčků "miswáků" zhotovovaných z mladých větviček nebo kořenů s hustými svazky elastických rostlinných vláken. Z dřeva rodu Dobera', které je lehké a měkké, se v Indii vyrábí kuchyňské nádobí. Dužnaté výhonky a listy obsahující hodně vody jsou v době sucha vítaným krmivem pro všechny býložravce, hlavně pro velbloudy. Plody zase mají v oblibě různí živočichové. Rostliny obsahují ve svých plodech, listech i kořenech léčivé látky, využívají jich místní bylinkáři k léčení nejrůznějších neduhů u lidí i domácích zvířat.
Rostliny čeledě salvadorovitých se vysazují jako "pionýrské" rostliny do oblastí s pohyblivými písky, které svými zkroucenými kořeny i výhonky zpevňují. Stejně se sadí i do míst se zasolenou půdou, kterou rekultivují.

## Taxonomie
Čeleď salvadorovité byla v dřívějších taxonomických systémech zařazována do různých řádů: jesencotvarých (Celastrales), Capparales, Oleales nebo  Salvadorales. Na základě výsledků molekulární biologie byla v systému APG III přeřazena do řádu brukvotvarých. Čeleď obsahuje tyto 3 rody:
- Azima Lam.
- Dobera Juss.
- Salvadora L.